# Sattajärvi (sjö i Pulju ödemarksområde)
Sattajärvi är en sjö i Finland. Den ligger i kommunen Enontekis i landskapet Lappland, i den norra delen av landet, 900 km norr om huvudstaden Helsingfors. Sattajärvi ligger 311 meter över havet. Arean är 98,1 hektar och strandlinjen är 6,72 kilometer lång. Sjön  ingår i Kemi älvs huvudavrinningsområde. 